# Isachneae
Tribu
Les Isachneae sont une tribu de plantes monocotylédones de la famille des Poaceae, sous-famille des Micrairoideae, originaire des régions tropicales, principalement d'Asie.
Cette petite tribu comprend 119 espèces regroupées en 5 genres : 
- Coelachne,
- Heteranthoecia,
- Isachne,
- Limnopoa,
- Sphaerocaryum.